# Apogon imberbis
Apogon imberbis é uma espécie de peixe pertencente à família Apogonidae.
A autoridade científica da espécie é Linnaeus, tendo sido descrita no ano de 1758.

## Portugal
Encontra-se presente em Portugal, onde é uma espécie nativa.
Os seus nomes comuns são alcarraz ou alcaraz.

## Descrição
Trata-se de uma espécie marinha. Atinge os 15 cm de comprimento padrão nos indivíduos do sexo masculino.